# Eumenes interpositus
Eumenes interpositus är en stekelart som beskrevs av Gusenleitner 1972. Eumenes interpositus ingår i släktet krukmakargetingar, och familjen Eumenidae. Inga underarter finns listade i Catalogue of Life.